# Lijst van personages uit 24
Dit is een lijst van personages uit de Amerikaanse televisieserie 24.

## Familie Bauer

### Jack Bauer
| Acteur: Kiefer Sutherland | Seizoenen: 1, 2, 3, 4, 5, 6, 7, 8 (2001-2010) | Afleveringen: 192 |

Jack Bauer is het hoofdpersonage van de serie. Hij speelde in alle afleveringen van de serie mee. Hij is actief als federaal agent en werkt in de meeste seizoenen voor de antiterrorisme-organisatie CTU.

### Teri Bauer
| Acteur: Leslie Hope | Seizoenen: 1 (2001, 2002) | Afleveringen: 24 |

Teri Bauer is de vrouw van Jack Bauer, en samen hebben ze een dochter, Kim Bauer. Ze speelt enkel in het eerste seizoen mee. Jack en Teri waren aanvankelijk uit elkaar, maar ze besloten het weer te proberen door weer samen te gaan wonen. Op dag 1 wordt Teri samen met haar dochter Kim ontvoerd door terroristen. Aan het einde van dag 1 wordt ze vermoord door Nina Myers, die samenwerkte met de terroristen.

### Kim Bauer
| Acteur: Elisha Cuthbert | Seizoenen: 1, 2, 3, 5, 7 en 8 (2001-2004, 2006, 2009-2010) | Afleveringen: 78 |

Kim Bauer is de dochter van Jack en Teri Bauer. Op dag 1 wordt ze ontvoerd door terroristen, zodat haar vader Jack gedwongen wordt senator David Palmer te doden. Op dag drie werkt ze bij CTU op verzoek van haar vader, zodat hij haar in de gaten kan houden. Ze krijgt er een relatie met Chase Edmuns. De twee besluiten aan het einde van het seizoen CTU te verlaten om Chase's dochtertje op te voeden.

### Phillip Bauer
| Acteur: James Cromwell | Seizoenen: 6 (2007) | Afleveringen: 8 |

Philip Bauer is de vader van Jack en Gream Bauer. In het zesde seizoen blijkt hij betrokken te zijn bij de aanslag met een atoombom, zijn bedrijf BXJ Technologies was betrokken bij de levering van de atoombommen in de Verenigde Staten. Philip heeft weinig contact met zijn zoon Jack. Aan het einde van het seizoen 6 wordt Philip achtergelaten op een olieplatform die elk moment aangevallen kan worden door gevechtsvliegtuigen, terwijl Jack zonder hem wegvliegt.

### Josh Bauer
| Acteur: Evan Ellingson | Seizoenen: 6 (2007) | Afleveringen: 10 |

Josh Bauer is de zoon van Graham en Marilyn Bauer, en de neef van Jack Bauer. Josh is onzeker wanneer hij hoort dat zijn vader betrokken was bij de aanslag op dag 6 waarbij duizenden doden zijn gevallen. Later in het seizoen wordt Josh door de Chinezen aan Philip Bauer geleverd, die hem in China wil opvoeden tot een groot man. Philip moet in ruil daarvoor een chip met veiligheidsgegevens van Rusland repareren. In de laatste aflevering van het zesde seizoen dreigt Josh Philip dood te schieten op het olieplatform, maar Jack weet dat te voorkomen.

## Familie Palmer

### David Palmer
| Acteur: Dennis Haysbert | Seizoenen: 1, 2, 3, 4, 5 (2001-2006) | Afleveringen: 80 |

In het eerste seizoen is David Palmer senator voor de staat Maryland, en is hij presidentskandidaat namens de Democraten. Palmer heeft een zoon, Keith Palmer, en een dochter, Nicole Palmer, samen met zijn vrouw Sherry Palmer. In de loop van het eerste seizoen ontstaan er nogal wat spanningen tussen de twee. Na het eerste seizoen scheiden de twee dan ook. Nadat de moord op David Palmer in het eerste seizoen wordt afgewend door Jack Bauer is Palmer in seizoen twee en drie president van de Verenigde Staten. In het vierde seizoen geeft in de laatste paar afleveringen advies aan vicepresident Logan. In seizoen vijf wordt hij vermoord.

### Sherry Palmer
| Acteur: Penny Johnson Jerald | Seizoenen: 1, 2, 3 (2001-2004) | Afleveringen: 45 |

Sherry Palmer is de vrouw van senator David Palmer op dag 1. Ze scheiden na dag 1, maar op dag 2 en 3 vraagt president David Palmer haar om hulp. Ze is goed in het manipuleren en overhalen van mensen en haar contacten kwamen van pas. Op dag 3 wordt ze dood geschoten door Julia Milliken. Julia wil haar straffen voor het vermoorden van haar man, Alan Milliken.

### Nicole Palmer
| Acteur: Megalyn Echikunwoke | Seizoenen: 1 (2001, 2002) | Afleveringen: 6 |

Nicole Palmer is de dochter van Sherry en David Palmer. Zeven jaar voor het begin van seizoen 1 werd zij verkracht door Lyle Gibson. Haar broer Keith is daarachter gekomen en vermoordt hem.

### Keith Palmer
| Acteur: Vicellous Reon Shannon | Seizoenen: 1, 2 (2001 t/m 2003) | Afleveringen: 13 |

Keith Palmer is de zoon van David en Sherry Palmer. Hij vermoordde de dader van de verkrachting van zijn zus Nicole. Hij zal voor zijn daad voor de rechter moeten komen. Sherry wil dat hij niet toegeeft en dat David Palmer zijn mond houdt over dit probleem, omdat dit wel negatief uit zou kunnen pakken op Davids presidenitsverkiezing.

## Familie Warner

### Bob Warner
| Acteur: John Terry | Seizoenen: 2 (2002, 2003) | Afleveringen: 12 |

Bob Warner is het hoofd van een multinational en vader van Kate en Marie Warner. Hij werkt op freelance-basis voor de CIA. In het tweede seizoen van 24 wordt korte tijd gedacht dat hij terrorist Syed Ali kent.

### Kate Warner
| Acteur: Sarah Wynter | Seizoenen: 2, 3 (2002, 2003) | Afleveringen: 25 |

Kate Warner verdenkt de verloofde van haar zus Marie, Reza, van terroristische praktijken. Dan wordt ze ontvoerd door Syed Ali, die denkt dat ze informatie over hem heeft. Kate weet te ontsnappen, en samen met CTU probeert Syed alsnog te vinden om te voorkomen dat er een terroristische aanslag gepleegd zal worden. Jack Bauer en Kate worden verliefd op elkaar, maar in het derde seizoen blijkt dat de twee niets meer met elkaar hebben.

### Marie Warner
| Acteur: Laura Harris | Seizoenen: 2 (2002, 2003) | Afleveringen: 14 |

Marie Warner is de dochter van Bob Warner. In het tweede seizoen gaat ze trouwen met haar verloofde Reza. Haar zus verdenkt Reza van terroristische praktijken, waarna CTU onderzoek doet. De waarheid is echter dat Marie samenwerkt met Syed Ali, die juist een terrorist is. Marie is geestelijk in de war en lijkt gehersenspoeld door Syed.

## Familie Araz

### Navi Araz
| Acteur: Nestor Serrano | Seizoenen: 4 (2005) | Afleveringen: 10 |

Een Turkse immigrant die met zijn gezin woont in Los Angeles. In seizoen 4 werkt hij voor Habib Marwan.

### Dina Araz
| Acteur: Shohreh Aghdashloo | Seizoenen: 4 (2005) | Afleveringen: 12 |

De vrouw van Navi Araz.

### Behrooz Araz
| Acteur: Jonathan Ahdout | Seizoenen: 4 (2005) | Afleveringen: 12 |

Behrooz is de 17-jarige zoon van Dina en Navi. Hij moet van zijn vader een koffertje afleveren bij de plaats waar minister Heller en zijn dochter gevangen worden gehouden in seizoen 4. Zijn vriendin Debbie wordt vermoord als zijn vader het vermoeden krijgt dat ze hun verdenkt van terroristische activiteiten.